# 指数平滑移动平均线
是股票交易中一種常见的技术分析工具，由Gerald Appel於1970年代提出，用于研判股票价格变化的强度、方向、能量，以及趋势周期，找出股价支撑与压力，以便把握股票买进和卖出的时机。
MACD指标由一组曲线与图形组成，通过收盘时股价或指数的快变及慢变的指數移動平均值（EMA）之間的差計算出來。「快」指更短時段的EMA，而「慢」則指较長時段的EMA，最常用的是12日及26日的EMA。

## MACD图形的计算方法
一、差離值（DIF值）

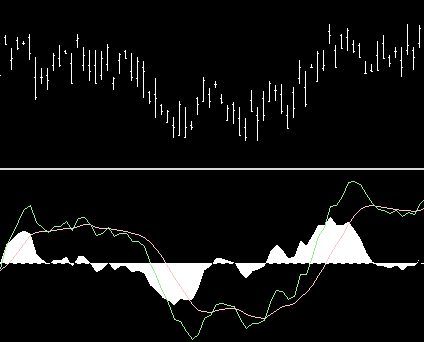
上表為收市價圖表（OHLC chart），
下表的綠線是差離值（DIF），紅線是訊號線（DEM），白色區塊柱形圖（MACD bar / OSC）是兩者的差（D-M）。

先利用收盤價的指數移動平均值（EMA，12日／26日）計算出差離值：
{\displaystyle DIF=EMA_{(close,12)}-EMA_{(close,26)}}
二、訊號線（DEM值，又稱MACD值）
計算出DIF後，會再畫一條「訊號線」，通常是DIF的9日指數移动平均值：
{\displaystyle DEM=EMA_{(DIF,9)}}
三、柱形圖或棒形圖（histogram / bar graph）
接著，將DIF與DEM的差畫成「柱形圖」（MACD bar / OSC）：
{\displaystyle OSC=DIF-DEM=DIF-MACD}
或簡寫為
{\displaystyle D-M}

## 解讀
MACD其實就是兩條指數移動平均線——EMA(12)和EMA(26)——的背離和交叉，EMA(26)可視為MACD的零軸，但是MACD呈現的訊息雜訊較均線少。
MACD是一種趨勢分析指標，不宜同時分析不同的市場環境。以下為三種交易訊號：
- 差離值（DIF值）與訊號線（DEM值，又稱MACD值）相交；
- 差離值與零軸相交；
- 股價與差離值的背離。

訊號線（DEM）形成「慢線」，差離值（DIF）形成「快線」。若股價持續上漲，DIF 值為正，且愈來愈大；若股價持續下跌，DIF 值為負，且負的程度愈來愈大。
當從差離值（DIF）下而上穿過訊號線（DEM），為買進訊號；相反若從上而下穿越，為賣出訊號。買賣訊號可能出現頻繁，需要配合其他指標（如：RSI、KD）一同分析。 DIF 值與 MACD 值在0軸線之上，代表市場為牛市，若兩者皆在0軸線之下，代表市場為熊市。  DIF 值若向上突破 MACD 值及0 軸線，為買進訊號，不過若尚未突破0軸，仍不宜買進；DEM值若向下跌破 DIF 值及0 軸線，為賣出訊號，不過若尚未跌破0軸，仍不宜賣出。:278
棒形圖（MACD bar / Oscillator，OSC）的作用是顯示出「差離值」與「訊號線」的差，同時將兩條線的走勢具體化，以利判斷差離值和訊號線交叉形成的買賣訊號，例如正在下降的棒形圖代表兩線的差值朝負的方向走，趨勢向下；靠近零軸時，差離值和訊號線將相交出現買賣訊號。
棒形图会根据正负值分布在零軸（X軸）的上下。棒形图在零軸上方时表示走势较强(牛市)，反之则是走势较弱(熊市)。
差離值由下而上穿過零軸代表市場氣氛利好股價，相反由上而下則代表利淡股價。差離值与訊號線均在零軸上方时，被稱为多头市场，反之，则被稱为空头市场。
當股價創新低，但MACD並沒有相應創新低（牛市背離），視為利好（利多）訊息，股價跌勢或將完結。相反，若股價創新高，但MACD並沒有相應創新高（熊市背離），視為利淡（利空）訊息。同樣地，若股價與棒形圖不配合，也可作類似結論。
MACD是一种中长线的研判指标。当股市强烈震荡或股价变化巨大（如送配股拆细等）时，可能会给出错误的信号。所以在决定股票操作时，应该谨慎参考其他指标，以及市场状况，不能完全信任差離值的单一研判，避免造成损失。

## 外部連結
- （英文）ChartFilter.com的MACD棒形圖 （页面存档备份，存于）
- （英文）StockCharts.com的MACD介紹
- （英文）Investopedia.com的MACD介紹 （页面存档备份，存于）
- （英文）invest-faq.com的MACD介紹 （页面存档备份，存于）
- （繁體中文）Taindicators.com 的MACD應用例子
- （繁體中文）金融小百科 - MACD （页面存档备份，存于）